# 榕江管鼻蝠
榕江管鼻蝠（学名：Murina rongjiangensis），一种于中华人民共和国贵州省榕江县发现的蝙蝠，隶属于蝙蝠科管鼻蝠属。

## 有效性
2020年，有学者结合形态学、亲缘地理学及声波特征核定榕江管鼻蝠应为水甫管鼻蝠（Murina shuipuensis）的同物异名。

## 形态特征
榕江管鼻蝠体型偏小，前臂长29.97～34.21毫米，颅全长15.75～16.38毫米。背毛整体呈褐色，毛基浅灰色，中段深灰色至黑色，毛尖深褐色；腹毛短于背毛。喉部及胸部为橘黄色。